# Эспозито, Тони (музыкант)
То́ни Эспо́зито (итал. Tony Esposito; род. 15 июля 1950, Неаполь) — итальянский музыкант, певец, перкуссионист. Сочетает в музыке звуки и ритмы разных народов с неаполитанской мелодической традицией.

## Творчество
Первый альбом выпустил в 1975, за диск 1977 года «Gente distratta» получил Премию итальянской критики. В 1978 и 1980 участвовал в Джазовом фестивале в Монтрё. В 1982 песня «Pagaia» становится заставкой к популярной телепрограмме «Domenica in». Наконец летом 1984 Kalimba De Luna стала мировым хитом, войдя в хит-парады ФРГ, Австрии, Швейцарии, но ещё больший успех песне принесла группа «Boney M», достигшая высоких мест в чартах многих стран мира (в том числе во Франции — 6-го места). В 1984 и 1985 был победителем фестиваля в Сан-Винсенте (Сен-Венсане), советское телевидение, несмотря на победы, исключило оба выступления из трансляций. В конце 1985 Эспозито получил «Премию критиков» в области звукозаписи, за 5 миллионов дисков, проданных по всему миру и золотые диски в странах Бенилюкса и Венесуэле. В эти годы вокалистом у Эспозито был друг и музыкант Джанлуиджи Ди Франко. В 1987 году песня Papa Chico в течение 5 недель подряд занимала первое место национального хит-парада Нидерландов, а также Австрии.
В 1986 г. Эспозито приезжает в СССР и выступает в концерте «Из Рима в Москву с песней о мире» с песней «Kalimba De Luna».
В 1987, 1990 и 1993 годах Эспозито был участником фестиваля в Сан-Ремо.

### Kalimba De Luna
Калимба — это африканский музыкальный инструмент, который я очень люблю и широко использую в своём творчестве. Я очень люблю африканскую культуру, возможно, это связано с тем, что моя бабушка из Марокко. В своих песнях я использую не только калимбу, но и ряд других тональных и атональных инструментов, таких, как: бонги, маракасы, маримбу, ксилофон, то есть весь спектр инструментов перкуссионистического направления в музыке.

Песню «Kalimba de Luna» в общей сложности записали более 10 исполнителей, включая группу «Boney M.», французскую версию записала Далида. В феврале 2003 года эту песню записал Рики Мартин.

## Дискография

### Альбомы
- Rosso napoletano (1975)
- Processione sul mare (1976)
- Procession of the Hierophants (1976)
- Gente distratta (1977)
- La banda del sole (1978)
- Tamburo (1982)
- Il grande esploratore (1984)
- As tu às (1985)
- Tony Esposito (1987)
- Villaggio globale (1990)
- Tropico (1996)
- Tony Esposito (антология, 1997)
- Viaggio tribale (2003)
- Sentirai (2011)